# 石川樹
石川 樹（いしかわ たつき、2003年7月31日 - ）は、日本の元子役である。テアトルアカデミーに所属していた。

## 出演

### 映画
- 嘘つきみーくんと壊れたまーちゃん（2011年） - 池田浩太 役
- はやぶさ 遥かなる帰還（2012年）
- 虎影（2015年） - 孤月 役
- 僕だけがいない街（2016年） - オサム 役
- 劇場版 動物戦隊ジュウオウジャーVSニンニンジャー 未来からのメッセージ from スーパー戦隊（2017年） - 伊賀崎快晴 役

### テレビドラマ
- サラリーマンNEO Season4（2009年、NHK）
- LADY〜最後の犯罪プロファイル〜 第1話（2011年1月7日、TBS） - 富岡拓実 役
- 5年後のラブレター（2011年1月3日、TBS）
- 造花の蜜（2011年、WOWOW） - 小川圭太 役
- ハングリー!（2012年3月6日、関西テレビ） - 麻生時男（演：稲垣吾郎の幼少期） 役
- 3.11 その日、石巻で何が起きたのか〜6枚の壁新聞（2012年3月6日、日本テレビ） - 外処瑞樹 役
- 仮面ライダーフォーゼ 第44話（2012年7月22日、テレビ朝日） - 如月弦太朗（演：福士蒼汰の幼少期） 役
- ゴーストママ捜査線〜僕とママの不思議な100日〜（2012年7月7日 - 9月15日、日本テレビ） - レギュラー生徒 役
- Piece（2012年11月17日、日本テレビ） - 宮本秋人 役
- 特命戦隊ゴーバスターズ 第43・44話（2012年12月16日・23日、テレビ朝日） - カズ 役
- MISSION ENGLISH（BSフジ）
- 放課後グルーヴ（2013年4月22日 - 6月24日、TBS）
- 町医者ジャンボ!!（2013年、読売テレビ）
- 天魔さんがゆく 第9話（2013年9月23日、TBS）
- SRO 警視庁広域捜査専任特別調査室（2013年12月9日、TBS）
- 三匹のおっさん 第7話（2014年3月7日、テレビ東京）
- 獣医さん、事件ですよ（2014年7月3日、読売テレビ）
- 仮面ライダー鎧武/ガイム 第47話（2014年9月28日、テレビ朝日）
- 女はそれを許さない（2014年、TBS）
- シンデレラデート 第30話（2014年、東海テレビ） - 結城正太 役
- 花燃ゆ（NHK） - 小田村篤太郎 役
- デスノート（2015年、日本テレビ） - 夜神月（演：窪田正孝の幼少期） 役
- ゴーストライターの殺人取材2（2015年11月14日、テレビ朝日） - 大滝直樹（演：東根作寿英の幼少期） 役
- わたしを離さないで 第1・2話（2016年1月15日・22日、TBS） - 聖人 役
- IQ246〜華麗なる事件簿〜 第2話（2016年10月23日、TBS） - 翔太 役
- レンタルの恋 第6話（2017年2月23日、TBS） -  龍 役
- アキラとあきら（2017年、WOWOW） - 瑛（演：斎藤工の幼少期） 役
- ブランケット・キャッツ 第4話（2017年、NHK） - 山本修吾 役
- 西郷どん 第1回（2018年、NHK） - 大久保正助（演：瑛太の少年期） 役

### 声優

#### テレビアニメ
- ばらかもん（2014年、ダイスケ）
- キズナイーバー（2016年）

#### 吹き替え
- アーロと少年（アーロ）

#### ゲーム
- 人喰いの大鷲トリコ（2016年、少年）

### CM
- すき家 親子篇
- ファミリーマート
- ユニクロ ステテコ・リラコ
- ハシモト フィットちゃんランドセル
- ブレインネティックス
- アリコジャパン
- 三菱電機ビルテクノサービス
- 全日空 ANA旅割〜機外アナウンス篇
- ハウス食品 フルーチェ

### スチール
- アイム今井
- 東京建物

### その他
- 五年後のラブレター（BeeTV） - 志村歩夢 役